# اوهرسکی اوستروه
اوهرسکی اوستروه (به چکی: Uherský Ostroh) یک منطقهٔ مسکونی و شهرستان دارای شهرک سابقاً روستا در جمهوری چک است که در ناحیه اوهرسکه هرادیشتی واقع شده‌است.
 اوهرسکی اوستروه  ۴٬۴۸۳ نفر جمعیت دارد.